# Rok psa
Rok psa (ang. Year of the Dog) – amerykański komediodramat z 2007 roku oparty na scenariuszu i reżyserii Mike’a White’a. Wyprodukowany przez Paramount Vantage.

## Fabuła
Pies Peggy (Molly Shannon) zostaje otruty. Kobieta bardzo przeżywa tę stratę. Niebawem poznaje sympatycznego aktywistę walczącego o prawa zwierząt, Newta (Peter Sarsgaard). Przyłącza się do organizacji, w której on działa. Pochłonięta nową pasją powoli traci kontakt z rzeczywistością i dawnymi znajomymi.

## Obsada
- Molly Shannon jako Peggy Spade
- Laura Dern jako Bret
- Regina King jako Layla
- Tom McCarthy jako Pier
- Josh Pais jako Robin
- John C. Reilly jako Al
- Peter Sarsgaard jako Newt